# آزمایش ایوری

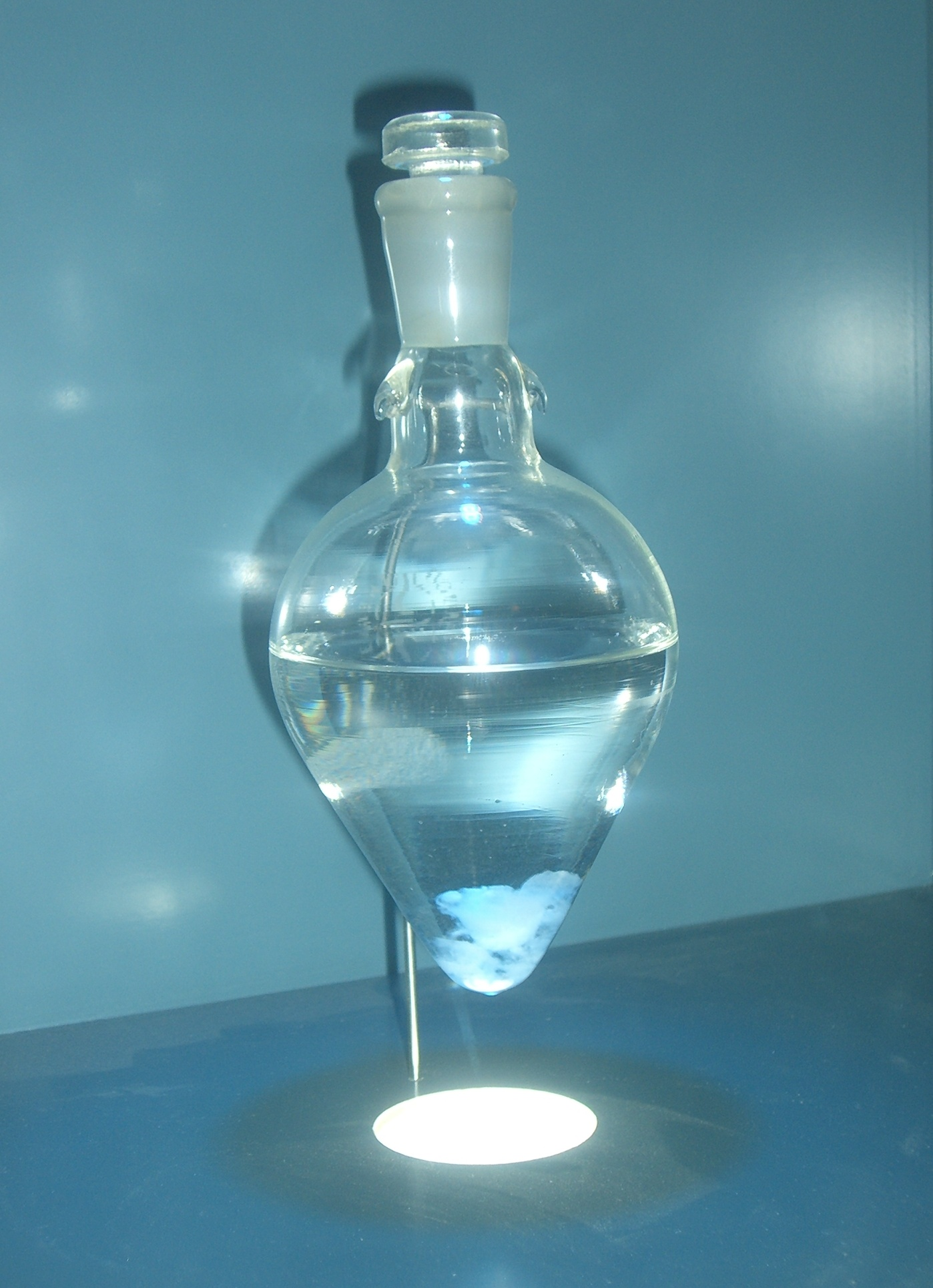

آزمایش ایوری- مک لود-مک کارتی (به انگلیسی: Avery–MacLeod–McCarty experiment)، آزمایشی است که در آن ایوری و همکاران بعد از تجربه‌ها و کشفیات، دریافتند که در سلول چهار ماده آلی اصلی وجود دارد:
- پروتئین‌ها
- کربوهیدرات‌ها
- لیپیدها
- اسید نوکلئیک‌ها

که فقط یکی از آن‌ها می‌تواند عامل ترانسفورماسیون در باکتری استرپتوکوکوس نومونیا باشد.
این چهار مادهٔ آلی، هر کدام آنزیم تخریب‌کنندهٔ مخصوص به خود را دارند که به ترتیب عبارتند از:
- پروتئاز
- کربوهیدراتاز(کربوهیدراز)
- لیپاز
- نوکلئاز

با افزودن به ترتیبِ هر یک از این آنزیم‌ها به عصاره استخراج شده از باکتری‌های کشته شده کپسول‌دار، به ترتیب پروتئین، کربوهیدرات، لیپید و نوکلئیک‌اسید تجزیه می‌شوند؛ از آنجا که عامل ترانسفورماسیون فقط یکی از این مواد است، طبیعتاً بایست با از بین رفتن آن ماده، ترانسفورماسیون(انتقال صفات) هم متوقف شود.
در آن زمان تصور اغلب دانشمندان بر این بود که پروتئین‌ها ماده وراثتی و عامل ترانسفورماسیون هستند؛ ایوری ابتدا با افزودن آنزیم تخریب‌کننده پروتئین (پروتئاز)، تمام پروتئین‌ها را از بین برد، سپس باقیمانده محلول را به محیط کشت باکتری‌ها اضافه و مشاهده کرد ترانسفورماسیون و فرایند انتقال صفت انجام می‌شود، پس نتیجه گرفت پروتئین نمی‌تواند عامل ترانسفورماسیون باشد. 
در آزمایش دیگری عصاره استخراج شده را سانتریفوژ کرد و مواد به صورت لایه‌به‌لایه در ظرف درآمدند (یک لایه پروتئین‌ها، لایه‌های دیگر هم نوکلئیک‌اسیدها، لیپیدها و کربوهیدرات‌ها)؛ هر یک از لایه‌ها را به تنهایی به محیط کشت باکتری افزود؛ ترانسفورماسیون فقط زمانی انجام شد که لایه حاوی DNA به محیط کشت باکتری‌ها افزوده شده‌بود؛ الغرض بدین روش مشخص گردید عامل انتقال صفات  نوکلئیک‌اسیدها هستند. 
عده‌ای پذیرفتار نشدند و ایوری به جهت تحکیم حرفش آزمایش دیگری را ترتیب داد. 
در آزمایش دیگری هر یک از آنزیم‌های تخریب‌کننده مذکور را به تنهایی به یک ظرف از چهار ظرف حاوی عصاره باکتری‌های کشته شده کپسول‌دار افزود؛ ترانسفورماسیون فقط در محیطی انجام نشد که ظرف حاوی نوکلئاز (آنزیم تخریب‌کننده نوکلئیک‌اسیدها) را به آن افزوده بودند.
بدین ترتیب مشخص شد که عامل ترانسفورماسیون نوکلئیک‌اسید (DNA) است. اما او هم هنوز به نحوه انتقال مادهٔ وراثتی پی نبرد.